# 高岡氏
高岡氏（たかおかし）は、日本の氏族のひとつ。

## 高岡氏（常陸）

左三ツ巴

常陸高岡氏は、八田知家流小田知重支流で、高岡泰重を始祖とする一族。本貫は常陸国筑波郡高岡郷。小田氏の親族衆として譜代の家臣となり、その行動を共にした。興国2年（1341年）、常陸の小田城において、北畠親房（南朝）に臣従し、興国4年（1343年）から正平2年（1347年）にかけて、高師冬と合戦。度々利を得るも時運に抗し難く、小田治久に従い武家方（北朝）へ降る。永禄12年（1569年）、主家・小田氏治は佐竹氏の侵攻を受けて居城・小田城を失い、天正11年（1583年）、小田家が佐竹氏に臣従すると高岡氏も佐竹氏の配下となった。小田氏家臣の廻座に高岡豊前守（1000石）の名がある。天正18年（1590年）、小田氏が豊臣秀吉の小田原征伐に参陣せず、所領奪還の私戦を行ったため、小田氏の所領は没収され、結城氏と佐竹氏に分割されると、小田氏治は娘が側室として嫁していた結城秀康を頼って客分となり、嫡子（次男）・小田守治とともに越前へ下向。高岡豊前もこれに扈従して越前北ノ庄に移った。豊前の子・宗哲は松平忠直に仕えて禄を食むが、元和9年（1623年）、忠直が配流の時、召し抱えを解かれ浪人、摂津大坂に身を寄せた。寛永15年（1638年）、宗哲の子が由緒を頼り一代のみの士格として松平直政に仕えた。その子・宗覺（加左衛門）の時、第2代藩主・松平綱隆は高岡家の歴代相続を認めた為、出雲松江藩士・高岡氏は、高岡加左衛門（法名宗覺）を祖として、幕末の高岡此右衛門まで8代続いた。
| 八田知家 | 八田知家 | 八田知家 | 八田知家 | 八田知家 | 八田知家 |          |          |  |  | 小田知重 | 小田知重 | 小田知重 | 小田知重 | 小田知重 | 小田知重 |  |  |          |          |          |          |          |          |  |  |          |          |          |          |          |          |  |  |          |          |          |          |          |          |  |  |          |          |          |          |          |          |  |  |  |  |  |  |
| 八田知家 | 八田知家 | 八田知家 | 八田知家 | 八田知家 | 八田知家 |          |          |  |  | 小田知重 | 小田知重 | 小田知重 | 小田知重 | 小田知重 | 小田知重 |  |  |          |          |          |          |          |          |  |  |          |          |          |          |          |          |  |  |          |          |          |          |          |          |  |  |          |          |          |          |          |          |  |  |  |  |  |  |
|          |          |          |          |          |          |          |          |  |  |          |          |          |          |          |          |  |  |          |          |          |          |          |          |  |  |          |          |          |          |          |          |  |  |          |          |          |          |          |          |  |  |          |          |          |          |          |          |  |  |  |  |  |  |
|          |          |          |          |          |          |          |          |  |  |          |          |          |          |          |          |  |  |          |          |          |          |          |          |  |  |          |          |          |          |          |          |  |  |          |          |          |          |          |          |  |  |          |          |          |          |          |          |  |  |  |  |  |  |
|          |          | 小田泰知 | 小田泰知 | 小田泰知 | 小田泰知 | 小田泰知 | 小田泰知 |  |  | 小田時知 | 小田時知 | 小田時知 | 小田時知 | 小田時知 | 小田時知 |  |  | 小田宗知 | 小田宗知 | 小田宗知 | 小田宗知 | 小田宗知 | 小田宗知 |  |  | 小田貞朝 | 小田貞朝 | 小田貞朝 | 小田貞朝 | 小田貞朝 | 小田貞朝 |  |  | 小田治久 | 小田治久 | 小田治久 | 小田治久 | 小田治久 | 小田治久 |  |  | 小田孝朝 | 小田孝朝 | 小田孝朝 | 小田孝朝 | 小田孝朝 | 小田孝朝 |  |  |  |  |  |  |
|          |          |          | 小田泰知 | 小田泰知 | 小田泰知 | 小田泰知 | 小田泰知 |  |  | 小田時知 | 小田時知 | 小田時知 | 小田時知 | 小田時知 | 小田時知 |  |  | 小田宗知 | 小田宗知 | 小田宗知 | 小田宗知 | 小田宗知 | 小田宗知 |  |  | 小田貞朝 | 小田貞朝 | 小田貞朝 | 小田貞朝 | 小田貞朝 | 小田貞朝 |  |  | 小田治久 | 小田治久 | 小田治久 | 小田治久 | 小田治久 | 小田治久 |  |  | 小田孝朝 | 小田孝朝 | 小田孝朝 | 小田孝朝 | 小田孝朝 | 小田孝朝 |  |  |  |  |  |  |
|          |          | 高岡泰重 | 高岡泰重 | 高岡泰重 | 高岡泰重 | 高岡泰重 | 高岡泰重 |  |  | 高岡家重 | 高岡家重 | 高岡家重 | 高岡家重 | 高岡家重 | 高岡家重 |  |  | 高岡重義 | 高岡重義 | 高岡重義 | 高岡重義 | 高岡重義 | 高岡重義 |  |  | 高岡知義 | 高岡知義 | 高岡知義 | 高岡知義 | 高岡知義 | 高岡知義 |  |  |          |          |          |          |          |          |  |  |          |          |          |          |          |          |  |  |  |  |  |  |
|          |          | 高岡泰重 | 高岡泰重 | 高岡泰重 | 高岡泰重 | 高岡泰重 | 高岡泰重 |  |  | 高岡家重 | 高岡家重 | 高岡家重 | 高岡家重 | 高岡家重 | 高岡家重 |  |  | 高岡重義 | 高岡重義 | 高岡重義 | 高岡重義 | 高岡重義 | 高岡重義 |  |  | 高岡知義 | 高岡知義 | 高岡知義 | 高岡知義 | 高岡知義 | 高岡知義 |  |  |          |          |          |          |          |          |  |  |          |          |          |          |          |          |  |  |  |  |  |  |
|          |          |          |          |          |          |          |          |  |  |          |          |          |          |          |          |  |  | 高岡重知 | 高岡重知 | 高岡重知 | 高岡重知 | 高岡重知 | 高岡重知 |  |  | 高岡重広 | 高岡重広 | 高岡重広 | 高岡重広 | 高岡重広 | 高岡重広 |  |  |          |          |          |          |          |          |  |  |          |          |          |          |          |          |  |  |  |  |  |  |
|          |          |          |          |          |          |          |          |  |  |          |          |          |          |          |          |  |  | 高岡重知 | 高岡重知 | 高岡重知 | 高岡重知 | 高岡重知 | 高岡重知 |  |  | 高岡重広 | 高岡重広 | 高岡重広 | 高岡重広 | 高岡重広 | 高岡重広 |  |  |          |          |          |          |          |          |  |  |          |          |          |          |          |          |  |  |  |  |  |  |

（参考文献）『尊卑分脈』、『群書類従』、『新編常陸國志』

## 高岡氏（出雲）

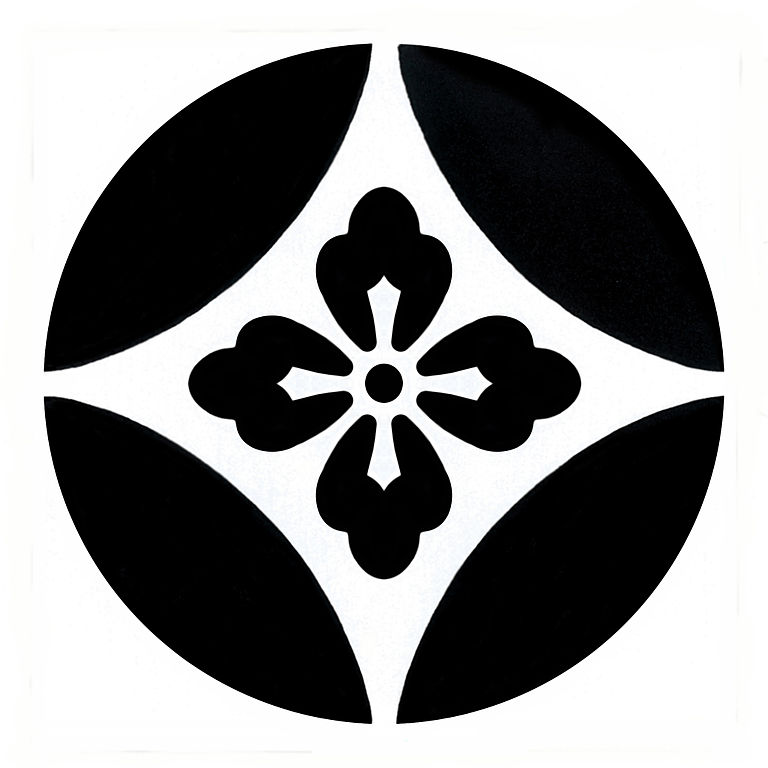
花輪違（七宝に花角）

出雲高岡氏は、宇多源氏佐々木義清流で、高岡宗泰を始祖とする出雲源氏の一族。本貫は出雲国神門郡塩冶郷高岡邑。宗泰の嫡子・多寳丸が早世したため、甥の宗義（富田義泰の五男）を娘（念智禅定尼）の婿に迎えて氏を継がせた。子孫は山名時氏に仕えて、明徳3年（1392年）出雲の本貫を離れ、但馬、備後三次郡に移る。朝鮮征伐に従軍し、関ヶ原ののち萩へ移るが、致仕して但馬出石藩に仕えた。分流は小出秀家の麾下（きか）に属しており、和泉陶器（かわらけ）藩士の高岡氏（佐々木氏）はこの一族で、陶器藩が無嗣断絶したのち但馬に戻った。

## 高岡氏（摂津）

### 多田御家人

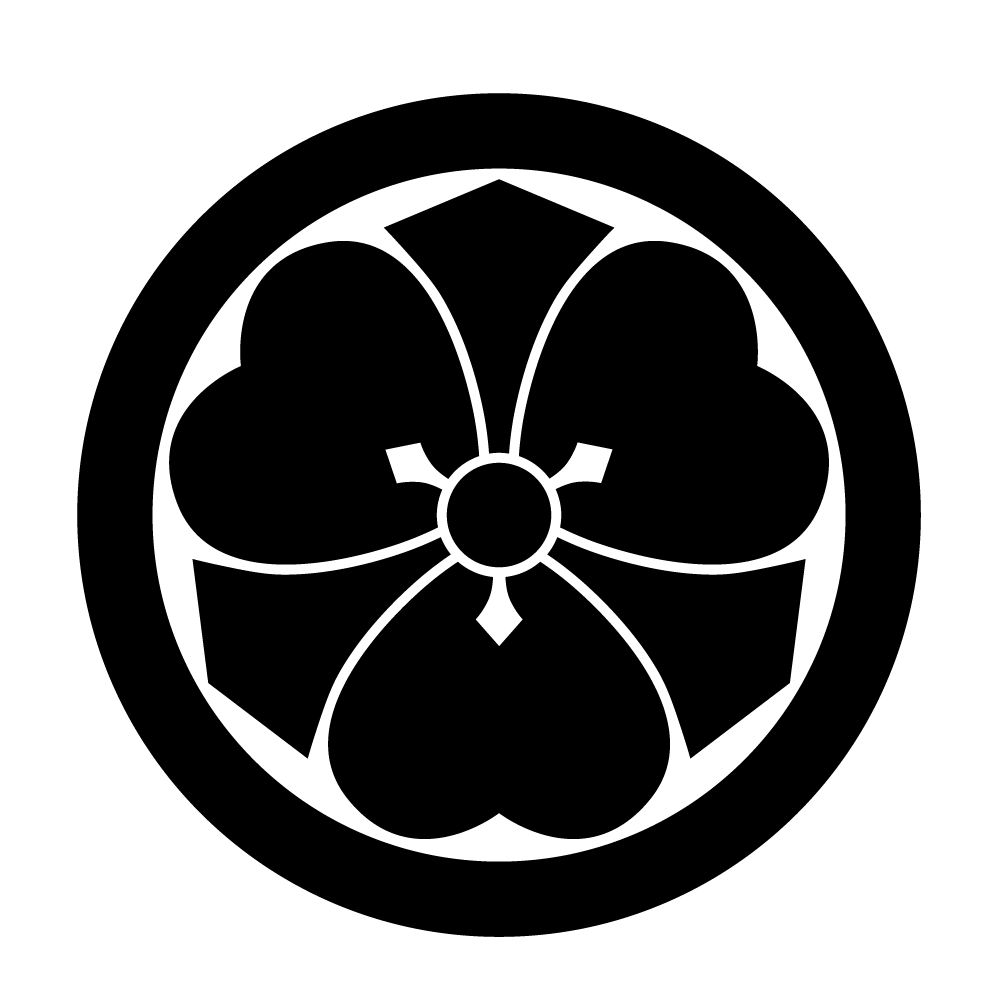
丸に剣酢漿草

摂津高岡氏は、摂津国川辺郡多田庄住の清和源氏流で多田院御家人。弘安元年3月19日（1278年4月12日）に行われた、多田院本堂上棟の時の多田院御家人に、高岡源四郎入道、（高岡）紀四郎太郎、高岡源二の名がある。正和5年10月13日（1316年10月29日）に行なわれた多田院堂宇供養に、高岡源次、高岡紀四郎の2名が列席。多田院御家人は、応仁の乱（1467年）に際しては、細川方（東軍）に属した。貞享5年8月（1688年9月頃）多田廟社修復にあたり、高岡左近将監仲朝の11世孫・高岡市左衛門源重直の署名がある。幕末の多田御家人は勤皇の志高く、明治元年1月（1868年2月頃）、朝廷より命を受けて戊辰戦争に出陣。御親征東山道鎮撫先鋒総督軍のもとに馳せ加わり、京都御所警固のほか、北越、会津に転戦して戦った。慶応4年1月10日（1868年2月3日）の多田御家人で禁裏御守衛士を務めた壱番組に、永井日向守御預所・摂州川辺郡差組村・高岡市左衛門、弐番組に乾喜平治、豊島録平、三番組に能勢茂兵衛らの名がある。同年2月（1868年3月頃）に作製された『多田隊姓名録』によれば、高岡市左衛門は砲術隊士で当年52歳と記されている。高岡は御所警固では「賄方取締役」に任ぜられ、明治元年12月16日（1869年1月28日）、多田満仲公祖廟（現・多田神社）官軍凱旋参詣では兵糧方（小荷駄方兼）を務めた。差組村には、高岡権左衛門、高岡慶介の名もあり、多田院御家人高岡氏の子孫は、現在の兵庫県川西市から三田市鈴鹿にかけて分流している。

### 赤松氏配下

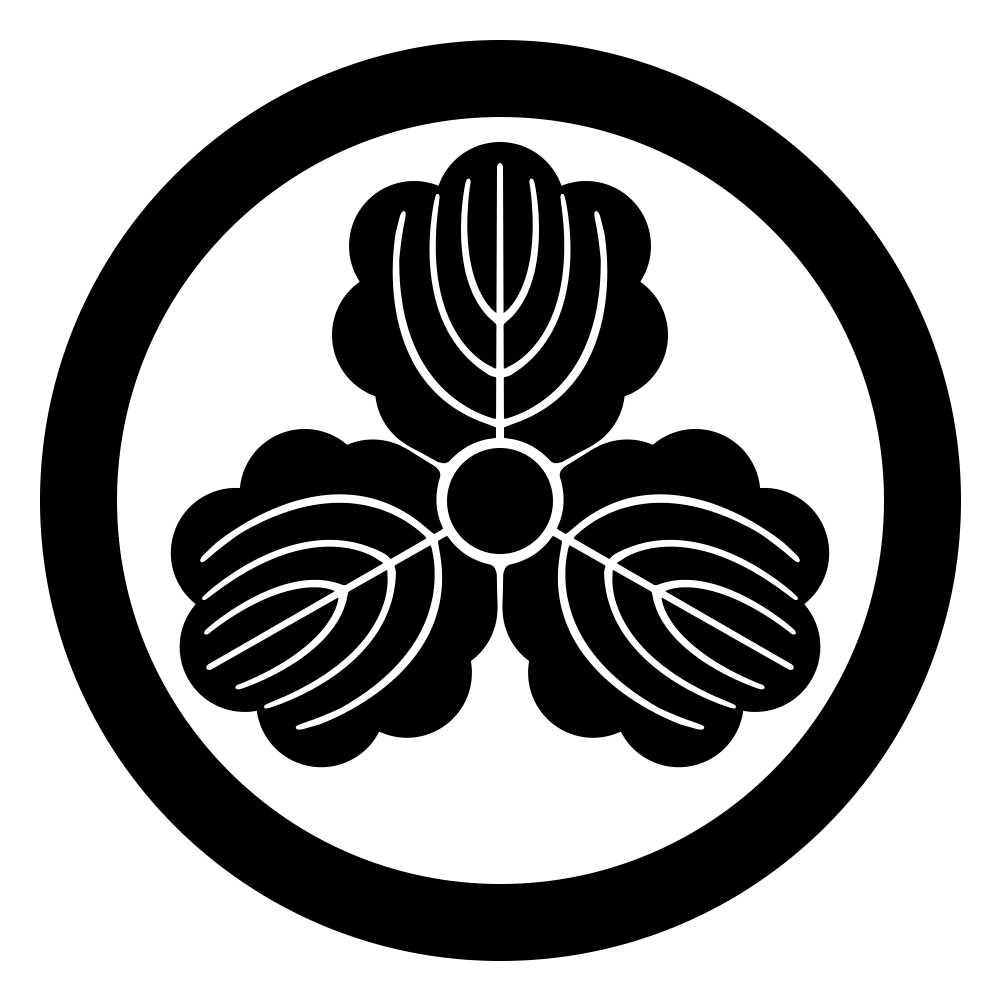
丸に三つ柏

戦国時代、摂津国川辺郡浜郷には、赤松氏配下の「難波七姓」と称される武将（広岡氏・小寺氏・高岡氏・木島氏、大江氏、奥島氏、行本氏等）がいた。文明5年3月17日（1473年4月14日）浜郷代官・柚留木重芸（興福寺の寺僧）は、同郷の国代官に高岡弾正を任命したことが知られている。弾正の後裔は、江戸時代を通じて難波村に勢力を保った。家紋は「丸に三つ柏」。

## 高岡氏（丹後）
丹後高岡氏は、物部氏の支流高岳首後裔で、高岡貞望（さだもち）を始祖とする一族。貞望の後裔・高岡四郎貞躬が足利尊氏に従って勲功があり、丹後国与謝郡板並庄を賜い、丹後に下向した。